# Cagaster
Cagaster (虫籠のカガステル Mushikago no Kagasuteru?) es una serie shōnen manga de la mangaka Kachou Hashimoto, creado en 2005. Está publicado por Tokuma Shoten en Japón.
Una precuela de la serie, titulada Mushikago no Kagaster - Bangaihen - Princess Butterfly no Bōken (虫籠のカガステル 番外編 プリンセスバタフライの冒険?), fue pre-publicado en el Monthly Comic Ryū mensual del 19 de noviembre de 2015, en paralelo con otra serie de la autora, Arbos Anima.
Una adaptación animada, titulada Cagaster of an Insect Cage (Aragne: Sign of Vermilion), en formato de ONA se estrenó en Netflix el 6 de febrero de 2020.

## Sinopsis
Una extraña enfermedad nombrada “Cagaster” aparece a finales del siglo XXI. Una vez contraída, la enfermedad convierte a la persona en un monstruoso insecto antropófago. Dos tercios de la humanidad están diezmados por este virus que afecta a una de cada mil personas.
El joven Kidow, que se ha especializado en el exterminio de estas criaturas, salvó un día a la joven Ilie de un ataque de estos monstruos. El manga cuenta su viaje a través de este mundo lleno de peligro, cuyo enemigo no necesariamente es quién lo creó.

## Personajes
Kidow
Kidow es uno de los dos protagonistas de la historia. Él es un hombre joven con un pasado misterioso, que trabaja como exterminador. Será responsable de encontrar a la madre de Ilie.
Ilie
Ilie es el personaje principal de la historia. Ella es una mujer joven.

## Manga
La serie esta publicada en el sitio web de la autora, Kachou Hashimoto, entre el 14 de septiembre de 2005 y el 26 de abril de 2013, y publicada en forma de nueve dōjinshi publicados entre diciembre de 2010 y abril de 2013

### Lista de los volúmenes
| N.º | Fecha de lanzamiento  | ISBN                   |
| --- | --------------------- | ---------------------- |
| 1   | 13 de enero de 2016   | ISBN 978-4-19-950487-7 |
| 2   | 13 de enero de 2016   | ISBN 978-4-19-950488-4 |
| 3   | 13 de febrero de 2016 | ISBN 978-4-19-950493-8 |
| 4   | 12 de marzo de 2016   | ISBN 978-4-19-950497-6 |
| 5   | 13 de abril de 2016   | ISBN 978-4-19-950501-0 |
| 6   | 13 de mayo de 2016    | ISBN 978-4-19-950511-9 |
| 7   | 13 de junio de 2016   | ISBN 978-4-19-950515-7 |

## Anime
La adaptación animada titulada Aragne: Sign of Vermilion fue desarrollada por Kachou Hashimoto, quien se acredita la idea original, mientras que Koichi Chigira está a cargo de la dirección del anime en los estudios GONZO.
El anime se estrenó por Netflix Japón el 6 de febrero de 2020.

## Distinciones
La serie logra el «Premio Mangawa 2015» categoría shônen.

## Documentación
- «Rencontre avec Kachou Hashimoto pour le manga Cagaster». 15 de julio de 2014. Consultado el 9 de enero de 2020.
- «KACHOU HASHIMOTO». 1 de julio de 2014. Consultado el 9 de enero de 2020.